# Plasmaticus angulata
Plasmaticus angulata là một loài bướm đêm trong họ Noctuidae.